# 커버 (프로게이머)
커버(본명: 김주언, 1999년 5월 29일 ~ )는 대한민국의 리그 오브 레전드 프로게이머로 아이디는 Cover이다. 포지션은 미드라이너이다.

## 선수 생활
2018년 6월, APK 프린스에 입단하면서 프로 커리어를 시작했다. 2018 서머 시즌에서는 부족한 모습을 보여주었다.
2019 서머 시즌에서는 좋은 모습을 보여주면서 팀의 승강전 진출에 기여했다. 승강전에서도 활약을 이어나가면서 팀의 챔피언스 승격에 기여했다.
2020 스프링 시즌을 앞두고 케이니가 영입되면서 주전 경쟁을 하게 되었다. 스프링 시즌에서는 기복있는 모습을 보여주었다. 서머 시즌을 앞두고 건강상의 이유로 팀의 로스터에서 제외되었다. 이후 2020시즌이 종료된 이후 팀에서 퇴단했다.

## 소속팀
| # | 팀명       | 소속 기간             | 소속 리그 | 비고 |
| - | ---------- | --------------------- | --------- | ---- |
| 1 | APK 프린스 | 2018.06.06~2020.11.16 | CK LCK    |      |

## 수상 내역
- 리그 오브 레전드 챌린저스 코리아 스프링 2019 준우승